# En revolution i huvudet
En revolution i huvudet (Revolution in the Head: The Beatles' Records and the Sixties)  är en bok skriven av Ian MacDonald 1994 (utgiven på svenska 1995).
Boken behandlar detaljerat varje inspelning av The Beatles. Man får bland annat veta vilka instrument Paul McCartney spelade under inspelningen av Strawberry Fields Forever, att John Lennon hade ont i halsen inför inspelningen av Twist and Shout och mycket mer.
Boken innehåller kortfattade analyser av Beatles samlade låtproduktion. Boken har i intervjuer kritiserats av Paul McCartney som inte till fullo instämmer med författarens kommentarer till hur och varför låtarna kom till.